# История Суринама

До прихода европейцев прибрежные районы Суринама населяли индейские племена араваков, внутренние области — племена карибов и варрау.
Побережье страны увидел ещё в 1498 году Христофор Колумб во время своей третьей экспедиции. Прибрежная часть открыта была в 1499 году одной из первых испанских экспедиций — Алонсо де Охеды и Висенте Пинсона, а в следующем 1500 году нанесена на карту экспедицией другого испанского конкистадора — Диего Лепе.
Первыми европейцами, которые основали здесь в 1551 году (по другим данным — в 1581 году) постоянное поселение, были голландцы. В 1593 году часть страны была на время захвачена испанцами, однако планомерную колонизацию страны начали в 1630 году англичане. Именно последние дали стране её современное название — в честь одноименной реки, на которой располагалось их первое поселение, которая, в свою очередь, называлась по населявшему её берега индейскому племени суринов (Surinen). Коренные жители частично были обращены в рабство, частично истреблены, оставшиеся откочевали в труднодоступные внутренние лесные и горные районы.
В 1640 году на реке Суринам, в 20 км от впадения её в Атлантический океан, на месте возникшей ещё в 1603 году голландской торговой фактории, французскими колонистами основана была будущая столица колонии город Парамарибо (гол. Parmurbo), которую в 1651 году захватили англичане.
В 1667 году, по итогам Второй Англо-Голландской войны, закрепленным договором в Бреде, Британская империя признала Суринам колонией Нидерландов — в обмен на Новый Амстердам (территория нынешнего Нью-Йорка). В результате этого, государственным языком является голландский, однако большинство населения говорит на «таки-таки» (или негро-инглиш) — сочетании африканских языков с английским.

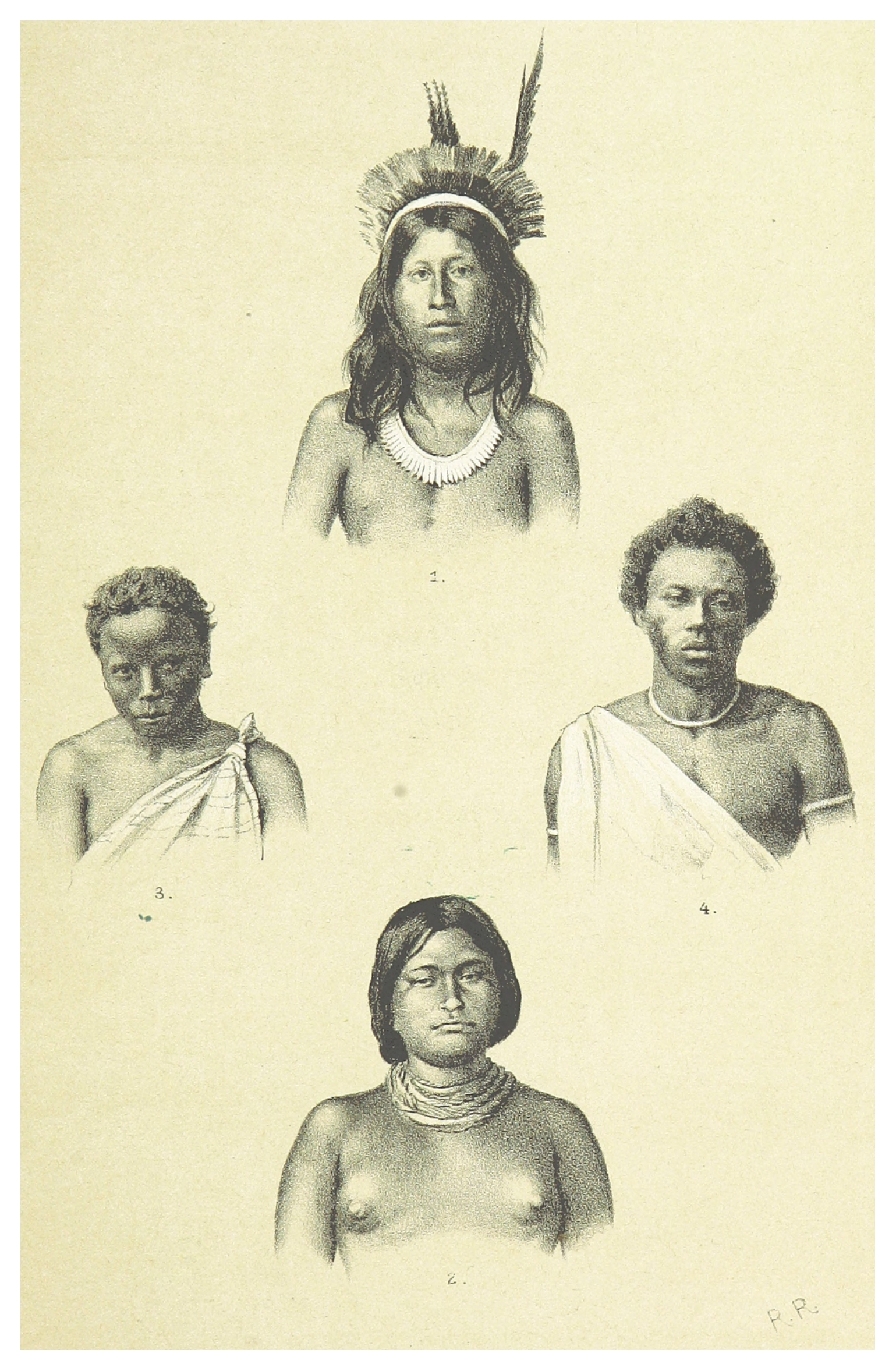
Типы населения Голландской Гвианы: 1 — мужчина кариб, 2 — женщина племени араваков, 3, 4 — лесные негры. 1887 год.

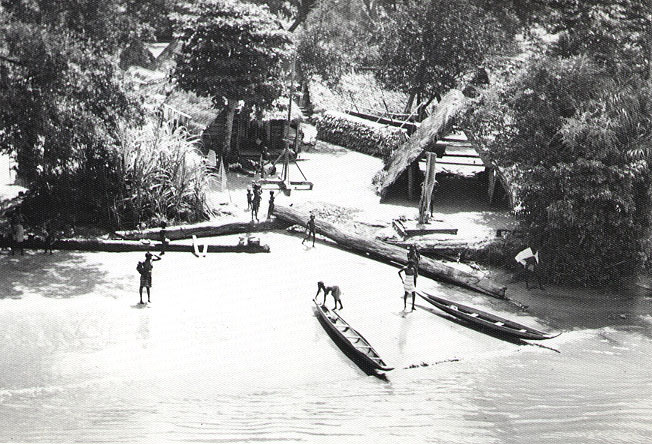
Деревня маронов на реке Суринам, 1955 год.

С 1682 по 1794 год колония находилась под управлением Голландской Вест-Индской компании.
Среди первых колонистов Суринама было немало голландских евреев, которые в 1685 году основали на реке Суринам, в 55 км к юго-востоку от современного Парамарибо, собственное поселение Йоденсаванне (букв. «Еврейская Саванна»), процветавшее в XVIII столетии и окончательно заброшенное лишь в 1832 году, после того как почти все его жители переселились в столицу.
Голландцы основали плантации сахарного тростника и хлопка, для работы на которых привозили рабов из Западной Африки, подвергавшихся жестокой эксплуатации. Некоторым чёрным рабам удавалось бежать и создавать тайные поселения в горах или в сельве, частично смешиваясь с индейцами. Таких беглецов называли маронами, иногда они вступали в вооруженные столкновения с войсками или охотниками за рабами, а также, помимо охоты и собирательства, вынуждены были совершать грабительские набеги на плантации. Потомками маронов в Суринаме являются племена т. н. «лесных негров» (Buschneger) — сарамаккано, матуари и пр.
Во второй половине XVIII века мароны активизировали свою борьбу, а к 1772 году настолько усилились, что подступили к столице колонии Парамарибо.
В 1796 году колония оккупирована была англичанами, но возвращена Батавской республике по Амьенскому договору 1802 года. В 1804 году последовала новая английская оккупация: в ходе битвы за Суринам английскому флоту и экспедиционному корпусу во главе с адмиралом Самуэлем Худом удалось овладеть прибрежными районами страны и её столицей. Согласно конвенции 1814 года англичане окончательно вернули колонию Нидерландам, основав на оставшейся части собственную колонию Британская Гвиана.
В 1863 году рабство было отменено, хотя рабы ещё несколько лет были обязаны работать на тех же плантациях за плату. После этого в Суринам прибывали наёмные рабочие для плантаций из Индии и Индонезии (в основном с острова Ява), что привело к этническому разнообразию суринамского населения.
С появлением иммигрантов из Азии, структура экономики Суринама резко изменилась — на смену плантационному хозяйству пришло мелкособственническое крестьянское хозяйство. В 1920-х годах началось развитие промышленности Суринама, основой которой стали рудники по добыче бокситов и золота, а также предприятия по переработке различных видов сельскохозяйственной продукции.
Страна оставалась колонией Нидерландов под названием Голландская Гвиана до 1975 года. С 1922 года она получила статус «присоединённой территории» Королевства Нидерландов, в 1954 году получила автономию, а 25 ноября 1975 года была провозглашена независимой Республикой Суринам.
25 февраля 1980 года в Суринаме был совершён военный переворот. Он был организован 34-летним старшим сержантом Дези Баутерсе (главой профсоюза военнослужащих), с помощью ещё 15 сержантов. Баутерсе стал править Суринамом как глава созданного им Национального Военного Совета (присвоив себе воинское звание подполковника — высшее в суринамской армии). Он распустил парламент, отменил конституцию, ввёл в стране чрезвычайное положение и создал специальный трибунал, который рассматривал дела членов прежнего правительства и крупных предпринимателей. Резко охладели отношения с бывшей метрополией и укрепились отношения с Кубой, революционным правительством Гренады, соседней Гайаной и Никарагуа.

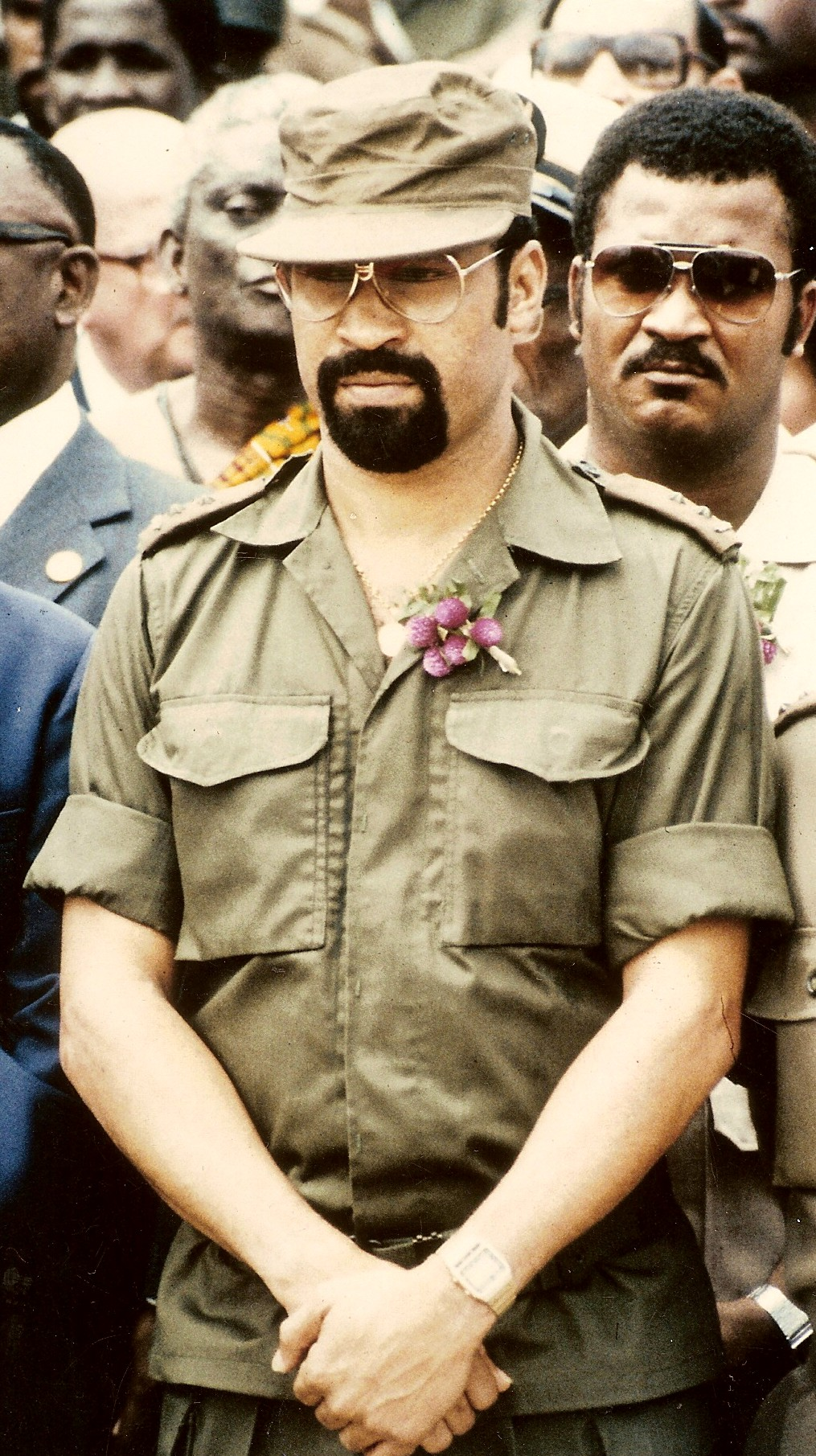
Глава Национального Военного Совета подполковник Дези Баутерсе, 1985 год.

Были пресечены несколько попыток контрпереворотов (в частности, в августе 1980 года — силами, связанными с бывшим премьер-министром Хенком Арроном и при сочувствии президента страны Йохана Ферье, который ушёл в отставку по требованию командования армии; в марте 1981 года — силами, ориентированными на КНР; в марте 1982 года — крайне правыми силами во главе с лейтенантом С. Рамбокусом и старшим сержантом У. Хокером, приведший к тяжёлым двухдневным боям в столице).
Баутерсе провозгласил «программу морального оздоровления суринамской нации». Несколько деятелей прежнего правительства были казнены. В ответ на это Нидерланды прекратили оказывать финансовую помощь Суринаму. Тем временем Баутерсе стал национализировать промышленность Суринама. После этого в Суринаме возникли большие экономические трудности (производство продукции резко снизилось), начались забастовки и акции протеста населения.
В 1986 году в Суринаме началась партизанская война против режима Баутерсе. Её организовал Ронни Брюнсвийк, один из 15 сержантов, участвовавших в перевороте под руководством Баутерсе. Брюнсвийк после переворота не был повышен в звании, поэтому он, будучи мароном («лесным негром») обвинил режим Баутерсе (креола-мулата) в расизме и создал из «лесных негров» партизанские отряды, активно действовавших на востоке Суринама.
В 1987 году Баутерсе согласился на восстановление конституции и проведение выборов, на условии, что он остаётся главой вооружённых сил Суринама. Однако возглавляемая им партия получила на выборах только 3 места в парламенте из 50, в то время как оппозиция — 40.
В июле 1989 года между правительством и повстанцами было заключено мирное соглашение Куру. В следующем году Баутерсе вновь сверг избранное правительство, что заблокировало реализацию соглашения. Однако в 1991 году Баутерсе согласился провести новые выборы и перестал быть правителем Суринама. С тех пор Суринамом управляют коалиционные правительства. Экономическая ситуация в Суринаме улучшилась в результате диверсификации хозяйства и разработки месторождений нефти.
С 1991 по 1996 год президентом страны был Рональд Венетиан, противник Д. Баутерсе. С 1996 по 2000 год — Жюль Вейденбос и с 2000 года по 2010 год — снова Рональд Венетиан. 25 мая 2010 года состоялись очередные выборы в парламент, в результате которых победила правящая Национальная Демократическая партия и её кандидат на пост президента — Дези Баутерсе.
14 июля 2015 года, после победы партии Баутерсе на выборах, он был переизбран.